# Cretacimermis
Cretacimermis é um gênero de grupo coletivo de nematóides mermitídeos fósseis do Cretáceo que não pode ser colocado em gêneros existentes.

## Espécies
Espécie:
- † Cretacimermis adelphe Luo & Poinar em Luo et al., 2023
- † Cretacimermis aphidophilus Poinar, 2017[4]
- † Cretacimermis calypta Luo & Poinar em Luo et al., 2023
- † Cretacimermis cecidomyiae Luo & Poinar em Luo et al., 2023
- † Cretacimermis chironomae Poinar, 2011[3]
- † Cretacimermis cimicis Luo & Poinar em Luo et al., 2023
- † Cretacimermis directa Luo & Poinar em Luo et al., 2023
- † Cretacimermis incredibilis Luo & Poinar em Luo et al., 2023
- † Cretacimermis libani (Poinar et al., 1994) Poinar, 2001 (= Heleidomermis libani Poinar et al., 1994 )[2][5]
- † Cretacimermis longa Luo & Poinar em Luo et al., 2023
- † Cretacimermis manicapsoci Luo & Poinar em Luo et al., 2023
- † Cretacimermis protus Poinar e Buckley, 2006[6]
- † Cretacimermis psoci Luo & Poinar em Luo et al., 2023